# الأقدام المرحة 2
الأقدام المرحة 2 (بالإنجليزية: Happy Feet Two)‏ هو فيلم رسوم متحركة اجتماعي غنائي أُصدر في أستراليا والولايات المتحدة سنة 2011، وهو تكملة لفيلم الأقدام المرحة لسنة 2006. وهذا الفيلم من بطولة إليجاه وود وروبن ويليامز وهانك آزاريا وبراد بيت ومات ديمون.
.

## القصة
هو فيلم موسيقى تتمت للجزء الأول تدور أحداث الجزء الثاني حول البطريق مامبل الذي انجب بطريق صغير إريك لا يهوى الرقص والغناء كابيه لكنه يتمنى التحليق والطيران.

## الميزانية والإيرادات
بلغت تكلفة إنتاج الفيلم حوالي 135 مليون دولار بينما حقق أرباحا تقدر بـ 150,406,466 دولار.

## روابط خارجية
- الأقدام المرحة 2 على موقع IMDb (الإنجليزية)
- الأقدام المرحة 2 على موقع ميتاكريتيك (الإنجليزية)
- الأقدام المرحة 2 على موقع روتن توميتوز (الإنجليزية)
- الأقدام المرحة 2 على موقع نتفليكس (الإنجليزية)
- الأقدام المرحة 2 على موقع ألو سيني (الفرنسية)
- الأقدام المرحة 2 على موقع Turner Classic Movies (الإنجليزية)
- الأقدام المرحة 2 على موقع أول موفي (الإنجليزية)
- الأقدام المرحة 2 على موقع بوكس أوفيس موجو (الإنجليزية)
- الأقدام المرحة 2 على موقع فيلمافينيتي (الإسبانية)
- الأقدام المرحة 2 على موقع قاعدة بيانات الفيلم (الإنجليزية)